# António Baptista Justo
António Baptista Justo GCA foi um administrador colonial português que exerceu o cargo Encarregado do Governo, no posto de Capitão de Infantaria, de 22 de Janeiro a 14 de Fevereiro de 1914, tendo sido antecedido por Gonçalo Pereira Pimenta de Castro e sucedido por Filomeno da Câmara de Melo Cabral, e de Governador no antigo território português subordinado a Macau de Timor-Leste entre 1930 e 1933, no posto de Brigadeiro, tendo sido antecedido por Abel Teixeira da Costa Tavares e sucedido por Raúl de Antas Manso Preto Mendes Cruz.
A 5 de Outubro de 1936 foi agraciado com a Grã-Cruz da Ordem Militar de Avis.